# Dassault Falcon 50
O Dassault Falcon 50 é um avião a jato concebido e produzido pela Dassault. É um avião a jato de pequenas dimensões, para um máximo de 12 passageiros, geralmente utilizado por homens de negócios ou chefes de estado.

## Especificações

### Características Gerais[1]
- 3 turbinas GARRETT TFE 731-3-1, mas o avião consegue voar com apenas 2 turbinas, o terceiro motor é a garantia de segurança.
- Comprimento: 18,52 m
- Envergadura: 18,86 m
- Altura: 6,97 m

### Performance[1]
- Velocidade Máxima: mach 0.86 (915 km/h)
- Velocidade de cruzeiro: mach 0.82 (888 km/h)
- Peso: 16.120 kg
- Tripulação: 2 tripulantes
- Passageiros: 8 a 9 passageiros
- Alcance: 4600 km em mach .80 / 5500 km em mach .76
- Teto de alcance: 14.935 metros

## Emprego na Força Aérea Portuguesa
Foram adquiridos três aviões que entraram ao serviço da Força Aérea Portuguesa, os dois primeiros em 1989 e o último em 1991.
Estão colocados na Esquadra 504, da Base Aérea nº 6 destinados ao transporte de personalidades.
Para facilidade dessas mesmas entidades, seus principais utentes, a Esquadra está sediada no Aeródromo de Trânsito Nº1, situado em Figo Maduro, junto ao Aeroporto de Lisboa.
A Esquadra 504 adoptou a designação de os "Linces".